# Ophiomyia lauta
Ophiomyia lauta este o specie de muște din genul Ophiomyia, familia Agromyzidae, descrisă de Spencer în anul 1969. Conform Catalogue of Life specia Ophiomyia lauta nu are subspecii cunoscute.